# Eunidia plagiata
Eunidia plagiata là một loài bọ cánh cứng trong họ Cerambycidae.